# Megascops kennicottii
Megascops kennicottii (лат.) — вид птиц из семейства совиных. Ночная птица, днём появляется редко. Имеет камуфляж, который помогает ей маскироваться под дерево в дневное время. Похожа на восточного соседа, но отличается от него в основном своим голосом (а до 1983 года они вообще считались одним видом. Этот вид приносит узкоротых змей в своё гнездо, также, как и многие другие виды сов. Выделяется девять подвидов, номинативный — Megascops kennicottii kennicottii — распространён от Аляски до Калифорнии. Если взрослая особь этого вида теряет партнёра, то находит другого. Видовое название дано в честь Роберта Кенникотта. Не мигрирует.

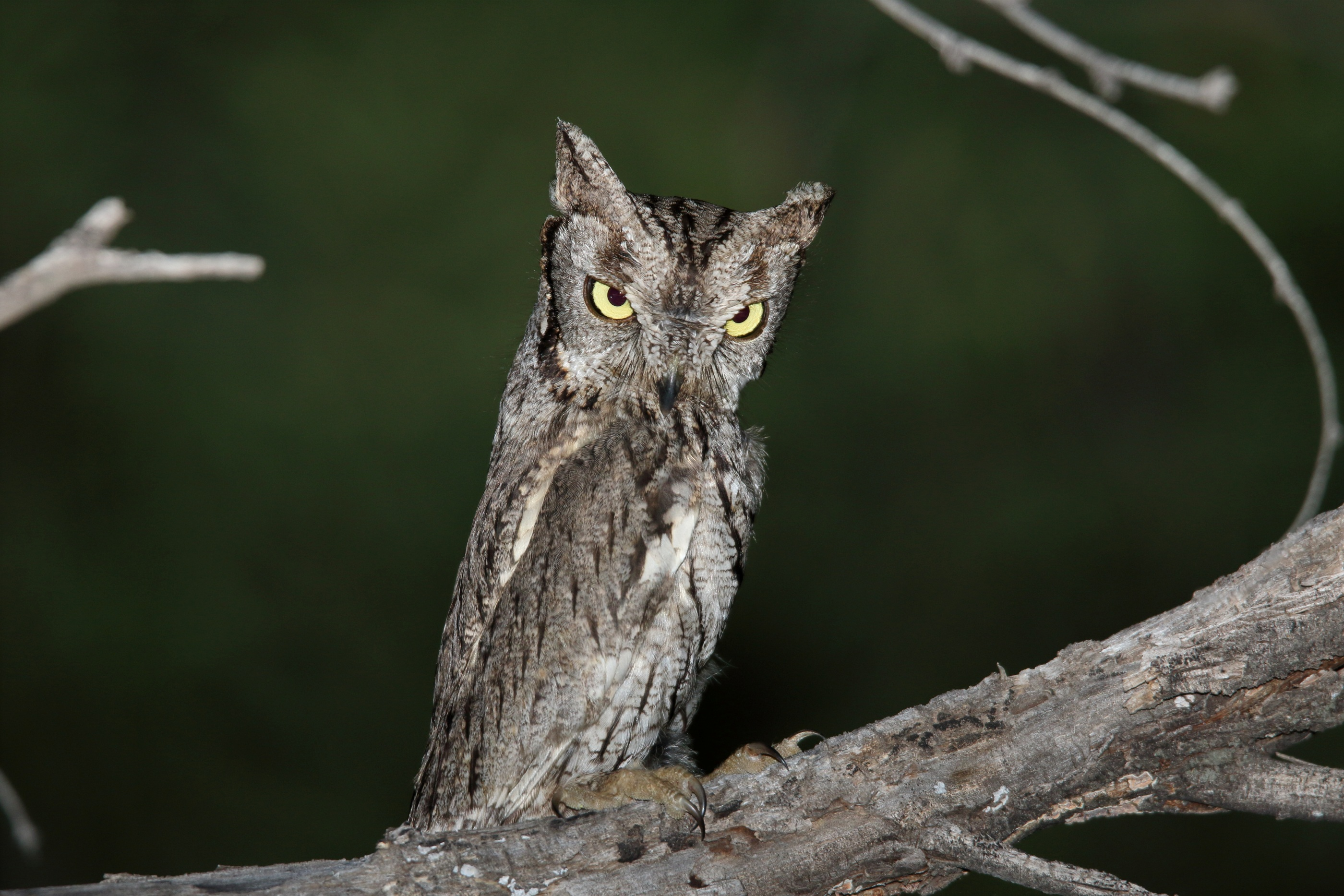
Маскируется

## Описание
Достигает длины 22 см, весит от 88 до 220 граммов. Размах крыльев достигает 55 см. Самки чуть больше чем самцы.
Маленькая сова. Бледный лицевой диск. Маленькие веки, глаза жёлтые. Кончик клюва жёлтый, тогда как его основная часть — тёмная. Верхняя часть тела серо-коричневая, с белыми линиями. Нижняя часть тела бледная, с чёрными полосками. Голос с жёсткими нотками. Серия свистов ускоряется, как падающий резиновый мяч. На севере ареала есть коричневая морфа. Средняя продолжительность жизни — 13 лет.

## Ареал
Обитает на западе Северной Америки — от Аляски на севере, до центра Мексики на юге и на востоке — в западном Техасе. Широта ареала достигает 200,000-2,500,000 квадратных километров.

## Образ жизни
Обитает в лесах. Совки в пустыне гнездятся в кактусах. Гнездо располагается в 5—6 метрах от уровня земли. Гнездится уже в готовых гнёздах, которые были выдолблены дятлами. Взрослые помнят место, где спаривались в первый раз, и потом используют это же место ещё много лет. Встречаются также в городах и парках.

## Питание
Питается грызунами (в том числе из рода Peromyscus), маленькими птицами и большими насекомыми. Также может съесть и летучих мышей, белок-летяг и опоссумов. Были случаи нападения на уток, которые в два раза больше её самой

## Размножение
Размножение начинается в конце зимы и начале весны (на юге оно начинается чуть раньше), когда самцы поют песни, чтобы привлечь самок. Самцы «смеются», издавая звуки «куу-руу». Аризонские совки гнездятся только в кактусах сагуаро. Гнездятся в дубах или платанах, но иногда и в можжевельниках, а на юго-западе в кактусах. Самка откладывает 2—5 яиц. Инкубация длится 26 дней, а птенцы оперяются через 35 дней. Самец очень агрессивно охраняет гнездо. Живут у родителей ещё через 7—10 дней после оперения, но последующие 5—6 недель родители заботятся о самих птенцах.

## Подвиды
Подвидов 9>:
- Megascops kennicottii aikeni Brewster, 1891 Западный Техас, Колорадо, Юта, Невада и восток Калифорнии.
- Megascops kennicottii bendirei (Brewster, 1882). От южного Орегона до севера Нижней Калифорнии (Мексика).
- Megascops kennicottii cardonensis. Северо-восточная Нижняя Калифорния, Мексика. (Huey, 1926)
- Megascops kennicottii kennicottii. Номинативный подвид. Обитает от юго-восточной Аляски до Калифорнии[10](Elliot, 1867)
- Megascops kennicottii macfarlanei. Обитает в юго-восточной Британской Колумбии (Канада), до северо-восточной Калифорнии и Вайоминга. Brewster, 1891
- Megascops kennicottii suttoni. От юго-западного Техаса до Мексиканского плато. (R. T. Moore, 1941)
- Megascops kennicottii vinaceus. От юга Соноры до штата Синалоа (Мексика). Brewster, 1888
- Megascops kennicottii xantusi. Южная Нижняя Калифорния, Мексика. Brewster, 1902
- Megascops kennicottii yumanensis. Обитает в юго-восточной Калифорнии и юго-западной Аризоне, и северо-западной Соноре (Мексика) (A. H. Miller & L. Miller, 1951)